# Clemente Mejía
Clemente Mejía Ávila (Acapulco, 23 novembre 1928 – Acapulco, 28 marzo 1978) è stato un nuotatore messicano.
Ha fatto parte del Messico che ha partecipato ai Giochi di Londra 1948 e di Helsinki 1952, partecipando, in entrambi i casi, alla gara dei 100m dorso. Ai giochi del 1948 era stato selezionato per gareggiare anche nella Staffetta 4 × 200 metri stile libero, ma alla fine non gareggiò.
Ha vinto 1 bronzo ai I Giochi panamericani, gareggiando nella 3x100 misti, ed un bronzo ai II Giochi panamericani, gareggiando nella Staffetta 4x100 misti.
Ai Giochi centramericani e caraibici ha vinto:
- 1946 1 oro nei 100m dorso e Staffetta 4×200m sl, ed 1 bronzo nei 400m sl
- 1950 1 oro nei 100m dorso e Staffetta 4×200m sl
- 1954 1 oro nei 100m dorso
- 1959 1 oro nei 100m dorso e Staffetta 4×100m mista